# De Hochepied

Niederländisches Grafenwappen (1829)

De Hochepied, auch Grandon de Hochepied und in Großbritannien über die weibliche Linie De Hochepied-Laprent genannt, ist der Name eines niederländischen Geschlechts, welches dem Adel und Patriziat zugehörig ist.

## Chronik
Die ältesten bekannten Namensträger lebten zu Anfang des 16. Jahrhunderts im französischen Teil Flanderns und hießen De Boitrencourt. Der dort angenommene Name De Hochepied ist ein Schimpfname und bedeutet Der Hinker. Die Familie wanderte am Ende des Jahrhunderts über Antwerpen nach Köln aus und kam am Beginn des 17. Jahrhunderts nach Amsterdam. Die De Hochepied gehörten im Goldenen Zeitalter dem städtischen Patriziat an. Durch ihre Handelstätigkeit am Levantinischen Handel in Smyrna (Izmir) gelangten die De Hochepied für längere Zeit in die Inhaber des dortigen niederländischen Konsulats.
Im Jahre 1704 wurde ein Zweig zu ungarischen Baronen ernannt. Die Erhebung in den Reichsgrafenstand erfolgte im Jahre 1741. Auch in England wirkten diverse Familienmitglieder, welche zum dortigen Adel gehörten. Im Jahre 1819 wurden die De Hochepied in den neuen niederländischen Adel eingeführt; im Jahre 1829 wurde allen Familienmitgliedern der Grafentitel zugesprochen. Heutzutage ist die Familie neben dem niederländischen Zweig in den türkischen Städten Izmir und Pera (Istanbul) sowie in Frankreich gefestigt.

## Bekannte Familienmitglieder
- Daniël Jan de Hochepied (1657–1723), niederländischer Konsul in Izmir
- Jan Baptiste de Hochepied, einer der Leiter über die Niederländische Westindien-Kompanie
- Elbert de Hochepied (1706–1763), niederländischer Botschafter in der Türkei
- Daniel Alexander de Hochepied, niederländischer Konsul in Izmir[3]
- Catharina Anna Grandon de Hochepied († 1803), die erste Frau, die auf einem öffentlichen muslimischen Theater in der Türkei aufgetreten ist
- George Gerard de Hochepied Laprent (1786–1855), englischer Politiker